# Traminette
Traminette ist eine Weißweinsorte.
Sie ist eine Neuzüchtung zwischen Johannes Seyve 23.416 und dem  Gewürztraminer. Aufgrund der Abstammung von der Sorte Johannes Seyve 23.416 ist sie eine Hybridrebe. Die Kreuzung erfolgte im Jahre 1965 durch Herb C. Barrett an der University of Illinois, USA. Sein Züchtungsziel war die Gewinnung einer Tafeltraube mit großen Trauben und dem würzigen Geschmack des Gewürztraminers. Sie wurde dann ab 1968 an der Cornell University in Geneva (an der New York State Agricultural Experiment Station, also das Rebenzüchtungs-Institut im Bundesstaat New York) weiterentwickelt und schließlich im Jahre 1996 für den Anbau freigegeben. Es ist damit die fünfte Neuzüchtung, die von Cornell erfolgreich auf den Markt gebracht wurde.
Die frühreifende Sorte erbringt würzige Weine, die dem des Gewürztraminer ähneln. Sie verfügt über eine mäßige Resistenz gegen Pilzkrankheiten wie den Echten Mehltau und den Falschen Mehltau ist aber sehr winterhart und kann somit in Anbaugebieten mit strengen Winterfrösten eingesetzt werden. Sie wird zum Beispiel im Nordosten der USA in den Staaten New York (→ Weinbau in New York), New Jersey (→ Weinbau in New Jersey), Ohio (→ Weinbau in Ohio), Virginia (→ Weinbau in Virginia) und Pennsylvania (→ Weinbau in Pennsylvania ) kultiviert und auch als Tafeltraube verwendet. Erste Versuchsanpflanzungen in Kanada wurden angelegt.
Synonyme: Zuchtnummer NY 65.533.13
Abstammung: Joannès-Seyve 23-416 x Gewürztraminer
Siehe auch: Weinbau in den Vereinigten Staaten und Weinbau in Kanada sowie die Liste von Rebsorten.